# Nicolas Gaume
Nicolas Gaume est un entrepreneur et créateur de jeux vidéo français, né le 7 février 1971 à Bagnères-de-Bigorre. PDG de Mimesis Republic et président du Syndicat national du jeu vidéo de mai 2009 à 2014, il est connu pour avoir été le dirigeant et fondateur de la société Kalisto Entertainment de 1990 à 2002.

## Biographie

### Parcours professionnel

#### Kalisto Entertainment
En 1996, Nicolas Gaume rachète les activités multimédias de Pearson pour fonder la société Kalisto Entertainment.
Face au succès entrepreneurial de cette entreprise, le président de la République, Jacques Chirac, le convie avec lui en voyage officiel au Japon en 1996.
Kalisto Entertainment est rapidement un succès commercial et technologique. La société lance de nombreux titres à succès sur le marché des jeux vidéo comme Dark Earth (1997) ou Nightmare Creatures. Édité par Sony 
Computer Entertainment au Japon et en Europe et Activision aux États-Unis, le jeu se vendra à plus d'1,5 million d'exemplaires.
En 1999, fort de plusieurs contrats de pré-production en cours, la société est introduite en bourse afin de financer de nouveaux projets. L'entreprise se développe également sur le marché du on-line. L'objectif est alors de vendre des productions sous forme de services à des opérateurs télécom plutôt que sous forme de produits à des éditeurs. 
À cette époque, Kalisto développe Le Cinquième Élément, adapté du film de Luc Besson, et édité par Ubisoft, qui en vend 750 000 exemplaires. 
De nombreuses personnalités font leur entrée au sein du conseil d'administration de Kalisto Entertainment comme Franck Riboud, président du groupe Danone, ou Emmanuel Chain, l'ex-journaliste vedette de M6. Dominique Strauss-Kahn, alors ministre de l'Économie, des Finances et de l'Industrie, le fait nommer au Conseil économique et social. Le Premier ministre, Lionel Jospin, le nomme conseiller du commerce extérieur de la France.[réf. nécessaire]
Début 2000, lors des prémisses de la bulle Internet, la société se retrouve en grandes difficultés financières, l'augmentation de capital est annulée et remplacée par la souscription d'un prêt de 20 millions d'euros en juillet 2000 auprès du Crédit lyonnais.
En mars 2001, l'annonce des résultats de l'année 2000 aux investisseurs est repoussée par deux fois et le titre, qui avait attiré les épargnants comme les spéculateurs, s’effondre de 66 %. Nicolas Gaume dévoile finalement les comptes de Kalisto : le chiffre d'affaires pour l'année 2000 est de 19 millions de francs en lieu et place des 170 millions annoncés. Les pertes sont de 175 millions.[réf. nécessaire] Il est reproché à Gaume d'avoir généré en grande partie artificiellement ce chiffre d'affaires au travers d'une société suisse dont il est actionnaire. 
En 2002, après avoir fait appel sans succès au hedge fund Global Emerging Markets, la société Kalisto Entertainment est placée en liquidation judiciaire et sort du nouveau marché le 19 août 2002.
Dans le cadre du contentieux né après ces pertes exceptionnelles, les instances de régulation reprochent aux responsables de la société d'avoir mal informé leurs actionnaires. En janvier 2003, 270 petits actionnaires minoritaires décident de porter plainte pour obtenir réparation du préjudice financier. Les administrateurs de la société sont relaxés en 2003. Une procédure civile est également engagée contre le Crédit lyonnais. Finalement, une décision rendue par la deuxième chambre civile de la cour d'appel de Bordeaux le 20 octobre 2009 apprécie définitivement les raisons des pertes de Kalisto, exemptant ses dirigeants de faute commise.
Dans ce contentieux si certains pardonnent rapidement les erreurs d'un jeune dirigeant,, d'autres parties sont plus sévères. Dans le journal Les Échos, le P-DG de Richelieu Finance qualifie Nicolas Gaume de « menteur ». Nicolas Gaume est également mis en cause par le journaliste Jean Montaldo dans son livre Le Marché aux voleurs pour les pertes causées à ses actionnaires minoritaires.

#### Responsabilités dans le monde du jeu vidéo
À partir du début des années 2000, Nicolas Gaume occupe de nombreuses fonctions au sein de différentes sociétés de jeux vidéo. 
En 2002 et jusqu'en 2005, il devient conseiller pour l'éditeur britannique Codemasters ou pour Ubisoft (il dirige notamment les studios parisiens d'Ubisoft Entertainment de mars à novembre 2003).
De 2005 à 2007, il devient directeur du département Mobile Games et applications chez Lagardère Active.

#### Mimesis Republic
En 2007, Nicolas Gaume cofonde avec Sebastian Lombardo, la société Mimesis Republic de développement de jeux en réseau multijoueurs. L'entreprise commence son activité par des projets réalisés en prestation, en particulier le site musical Wormee pour Orange et l'univers virtuel Mission Equitation pour l'éditeur Mindscape. Le premier projet original, nommé Black Mamba est la base d'un ambitieux projet  d'univers virtuel social Mamba Nation dont le développement débute en 2008. 
En juillet 2010, Mimesis Republic lève 7 millions d'euros auprès de business angels prestigieux, notamment Marc Simoncini, P-DG et fondateur du site de rencontres Meetic, Jean-Émile Rosenblum, fondateur et directeur de Pixmania, et François Pinault, via sa holding Artemis SA.
Le jeu social Mamba Nation édité par la société Mimesis Republic rassemble début 2012 près de 400 000 utilisateurs en France dans la tranche 13-25 ans. Accessible gratuitement via Facebook, Mamba Nation permet à ses utilisateurs de créer de petits avatars et de les faire évoluer de manière personnalisée dans l'univers dans lequel le jeu s'inscrit.  
Le 8 novembre 2012, après plus de 11,2 millions d'investissements, Mimesis Republic est placé en liquidation judiciaire.

#### Divers
Nicolas Gaume a créé et dirigé par ailleurs, en 1994, NGM Productions, une société d’édition de livres pour enfants en Chine. NGM édita en Chine entre autres les séries du Père Castor (Flammarion) ou encore des Incollables (Play Bac) de 1994 jusqu’en 1999. La société a été radiée en 2004.
Il a également participé à la création en 1995 d’une des toutes premières web agencies françaises, Wcube (la société est radiée en 2004) ainsi qu'en 2000 d’une société de promotion et de commercialisation de vin sur Internet, Pleinchamp winealley.com, toujours en activité.
En 1999, Nicolas Gaume est admis comme « Young Leader » au sein de la Fondation franco-américaine.
En 2019, il est nommé directeur chargé des relations stratégiques avec les éditeurs d'applications pour les différentes plateformes de son employeur la société Microsoft.

### Vie privée
Il est le fils d’hôteliers d'Arcachon. Son arrière-grand-père Louis Gaume était un promoteur immobilier connu pour avoir développé Le Pyla dans les années 1920.

## Publications
- Des avatars et des hommes , co-écrit avec Michaël Stora, Éditions Anne Carrière, Paris, 2010
- Citizen Game[26],[27], Éditions Anne Carrière, Paris, 2006  (ISBN 978-2843373312)